# 南德加奥恩
南德加奥恩（Nandgaon），是印度马哈拉施特拉邦Nashik县的一个城镇。总人口23191（2001年）。

## 人口
该地2001年总人口23191人，其中男性11970人，女性11221人；0—6岁人口3326人，其中男1704人，女1622人；识字率72.19%，其中男性为79.52%，女性为64.37%。